# Палисејд (Минесота)
Палисејд (енгл. Palisade) град је у америчкој савезној држави Минесота.

## Демографија
По попису из 2010. године број становника је 167, што је 49 (41,5%) становника више него 2000. године.
| Група             | 2000.       | 2010.       |
| Белци             | 116 (98,3%) | 154 (92,2%) |
| Афроамериканци    | 0 (0,0%)    | 1 (0,6%)    |
| Азијати           | 0 (0,0%)    | 0 (0,0%)    |
| Хиспаноамериканци | 0 (0,0%)    | 1 (0,6%)    |
| Укупно            | 118         | 167         |